# Ranieri (famiglia)
I Ranieri sono una famiglia nobile perugina, sono stati titolari del feudo pontificio di Civitella Ranieri che governarono, con il titolo di conti (ottenuto da Ruggero II Cane Ranieri nel 1426 da papa Martino V) fino al 1817, anno in cui l'antica contea venne assorbita dallo Stato della Chiesa entrando infine a far parte del territorio comunale di Umbertide (PG).

## Storia
Le prime notizie della famiglia risalgono al X secolo e si collegano alla figura di Uberto (o Umberto). Non si hanno certezze univoche su questo personaggio, secondo alcuni studi di discendenza sassone, per altri invece figlio di Raniero, fratello di Guglielmo marchese del Monferrato. Il figlio Ugo, assieme ai suoi fratelli Benedetto, Ingilberto e Urso, ottenne dall’imperatore Ottone III il feudo de La Fratta (antico nome dell’attuale città di Umbertide). Sarà poi suo nipote Raniero a dare ufficialmente vita alla casata dei Ranieri, dando inizio alla costruzione della “cittadella”, da cui deriverà il nome Civitella, attualmente nota come Civitella Ranieri, centro di un territorio feudale che Umbertide si estendeva fino al contado di Gubbio, sottomesso alla città di Perugia sul finire del XII secolo.

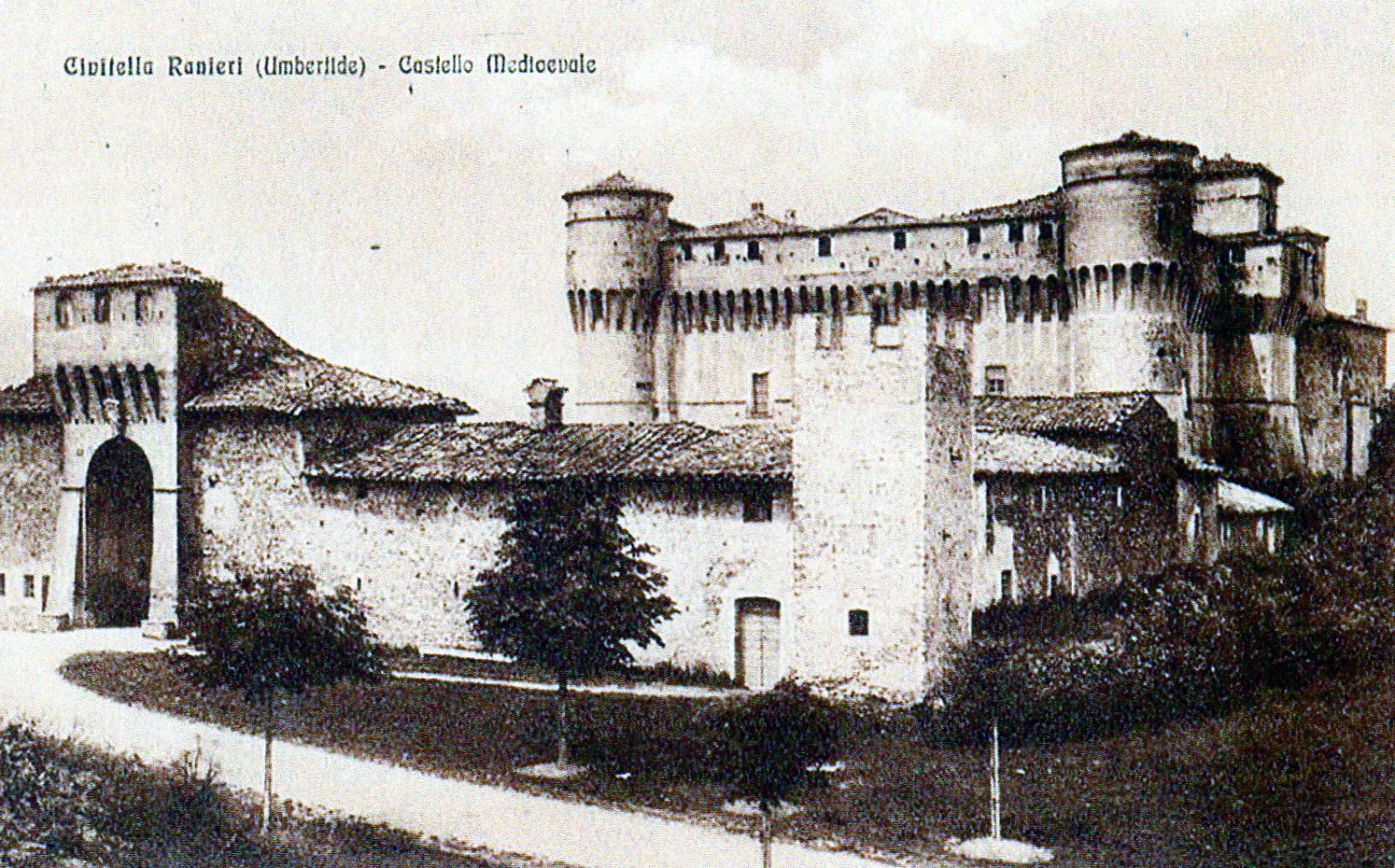
Il castello di Civitella Ranieri, da una cartolina degli anni '30.

Tra XII e XIII secolo la stirpe originaria si divise in quattro rami: oltre ai Ranieri di Civitella, si costituirono i rami di Gubbio, di Orvieto e di Ragusa in Dalmazia (poi trasferitosi a Venezia). Questi ultimi tre rami non sopravvissero però fino ai nostri giorni, a differenza dei Ranieri di Civitella (o di Perugia).
A causa dell'importanza strategica del feudo di Civitella, data dalla sua posizione, questo subì seri tentativi di occupazione, tra cui, nel 1360, quello di Arlotto Michelotti dei Michelotti di Perugia che cacciò la famiglia. Il feudo passerà poi alla fazione perugina dei Raspanti, venendo infine riconquistato dai Ranieri, nella persona del condottiero Ruggero Cane, solo nel 1407. Costantino II (1427-1460), figlio primogenito di Ruggero Cane acquisì anche la contea di Schifanoia che nel proprio testamento, eseguito nel 1483, riservò al secondogenito Bernardino (dalla cui linea passò poi, nel 1624, ai Della Penna), mentre al primogenito Ruggero e ai suoi discendenti (il figlio Raniero e poi il nipote Ruggero), egli aveva destinato la contea di Civitella. Papa Paolo V, nel 1612, confermò i privilegi sul castello di Civitella e il titolo di conti a Costantino III, figlio di Ruggero IV e di Castora Della Staffa, conferma estesa anche ai suoi discendenti. La moglie di Costantino, Porzia Varani dei duchi di Camerino, in accordo con la sorella Olimpia, portò ai Ranieri il castello di Beldiletto e diede al marito i figli Tancredi e Ruggero (+ 1646), cavaliere di Malta.
Il primogenito di Costantino II, Tancredi (+ 1645) fu ufficiale in Fiandra per conto l'arciduca d'Austria Mattia d'Asburgo nel 1610 e governatore di Romagna nel 1623. Sposò Eleonora Degli Oddi, erede da parte dal padre Tiberio della contea di Laviano che trasferì al figlio primogenito Costantino IV (1624-1679). Tra gli altri figli di Tancredi ed Eleonora, Tiberio (n. 1634) fu cavaliere di Malta mentre Ruggero nel 1678 ricomprò alla famiglia il feudo di Montegualandro, posto al confine tra Umbria e Toscana (attuale comune di Tuoro sul Trasimeno, PG), allora proprietà dei Montemelini, legandolo in un fidecomesso. Suo figlio Ippolito morì in Germania nel 1698 mentre militava come capitano delle guardie dei Savoia.
Costantino IV detto “il Ferrarese” (1624-1679) fu tenente generale di cavalleria e governatore delle armi pontificie a Ferrara, dove poi morì. Sposò Zenobia Signorelli di Rosciano ed ebbe Curzio (+1678) il quale con la moglie Costanza Oddi generò Costantino V (+ 1742) che, nel 1697, sposò Teresa Bigazzini dalla quale ebbe Curzio II (1707-1760) che ebbe per consorte Flerida Olivieri e, in seconde nozze, Elena di Valvasone. Curzio fu a sua volta padre di Giovanni Antonio I (1732-1811), di Glotto, arcidiacono, di Raniero (+ 1805) cavaliere di Malta e di Rinaldo (1739-1819) anch'egli cavaliere di Malta, nonché ciambellano del duca di Modena.
Giovanni Antonio I sposò Francesca Gondi e fu privato del feudo di Civitella da parte dei francesi nel 1807. Il figlio Ruggero (1791-1863) nel 1815 assunse l'appalto per la riscossione della Dativa Reale, fu sindaco di Civitella Ranieri e nel 1847 colonnello della Guardia Civica di Perugia. Nel 1818, dopo la caduta dell'impero napoleonico, il castello era stato unito al comune di Umbertide e i conti Ranieri erano diventati ufficialmente sudditi del papa. Ruggero e la moglie Marianna Gavotti Verospi ebbero Giovanni Antonio II (1822-1893) che nelle terre dell'ex feudo, con l'ausilio del fattore Pio Gori, organizzò una fattoria modello.
A metà del XIX secolo la famiglia Ranieri si unì a quella dei Bourbon di Sorbello a seguito del matrimonio tra Giovanni Antonio e la marchesa Altavilla Bourbon di Sorbello (1836-1914), ultima della sua stirpe. Dietro concessione del re d’Italia Umberto I di Savoia fu possibile la continuazione del titolo Bourbon di Sorbello in unione a quello dei Ranieri. Nacque così la linea dinastica dei Ranieri Bourbon di Sorbello, dei quali il primo fu il marchese Ruggero VI Ranieri Bourbon di Sorbello (1864-1946) il quale, per disposizione testamentaria del nonno materno, marchese Emanuele Bourbon di Sorbello, in quanto primogenito di Giovanni Antonio Ranieri e Altavilla Bourbon di Sorbello, assunse il cognome e l'arma dei Bourbon di Sorbello a partire dal 1906.

## Personaggi notabili
- Ruggero Cane Ranieri (+ 1441)

Condottiero e capitano di ventura, figlio di Costantino I Ranieri. Estromesso dai suoi domini dai Michelotti di Perugia riconquistò la rocca di Civitella nel 1407, ricostruendola. Fu uomo d’armi di grande abilità, noto per il suo apporto alla battaglia di Motta di Livenza (TV) e per essere stato alleato del grande condottiero italiano Braccio Fortebracci da Montone. Nel 1426 venne insignito del titolo di conte da papa Martino V, dietro elargizione di 133 fiorini d'oro. Il privilegio nobiliare verrà poi riconfermato nel tempo dai papi Paolo III (1544) e Paolo V (1612).
- Costantino V Ranieri (1677-1742),

Durante gli anni delle guerra di successione spagnola (1702-1714), militò nell’esercito austriaco prendendo parte all’assedio e alla presa della piazzaforte di Gaeta a fianco del feldmaresciallo dell’esercito austriaco Wirich Philipp von Daun. Fu cameriere d'onore di papa Innocenzo XIII e gentiluomo di camera del granduca di Toscana. Detto “il viaggiatore”, lasciò memoria di un suo viaggio intrapreso alla volta del nord Italia nel 1727, assieme al figlio Curzio e alla di lui novella sposa, contessa Flerida Olivieri.

## Linea dinastica dei conti Ranieri, ramo di Civitella
- Uberto (... – ...)
- Ugo (... – ...) Ottenne il feudo de La Fratta dall’imperatore Ottone III
- Raniero I Ranieri (... – ...) Fondatore del primo nucleo fortificato del feudo di Civitella
- Ugo II (... – ...)
- Monaldo (... – ...)
- Glotto (... – ...) Podestà di Perugia nel 1200
- Tancredi I (... – ...) Detto “il Bufa”
- Senso (... – ...)
- Tancredi II (... – ...) Sposa Aloisia degli Oddi
- Ruggero I (... – ...)
- Costantino I (... – ...) Cacciato da Perugia dai Michelotti, visse in esilio dal 1361
- Ruggero II Cane (ante 1407-1441) Sposa Marzia Colonna in prime nozze e Altavilla Ubaldini in seconde. Famoso condottiero, riconquistò il feudo di Civitella nel 1407 e ne inizio la ricostruzione
- Costantino II (1427-1460) Sposa Pantasilea Farnese
- Ruggero III  (+1490) Sposa Isabella Graziani
- Raniero II (1487-1548) Sposa Teodorina Baglioni. Nel 1495 riconquisterà Civitella, saccheggiata ed occupata dai Baglioni nel 1491, ultimandone la ricostruzione nel 1519
- Ruggero IV (1516-1559) Sposa Castora della Staffa
- Costantino III (+1615) Sposa Porzia Varano dei duchi di Camerino
- Tancredi III (+1645) Sposa Eleonora degli Oddi. Fu presente all’assedio di Ostenda e divenne governatore della Romagna
- Costantino IV (1624-1679) Sposa Zenobia Signorelli. Detto “il Ferrarese”, fu castellano della città di Ferrara, ove è sepolto
- Costantino V (1677-1742) Sposa Costanza Oddi di Antognolla
- Curzio (1709-1760) Sposa Teresa Bigazzini. Acquistò dal prozio Ruggero il feudo di Montegualandro. Fu governatore di Mantova
- Giovanni Antonio I (1732-1811) Sposa Francesca Gondi
- Ruggero V (1791-1863) Sposa Marianna Gavotti. Ultimo reggente della contea di Civitella, retta fino al 1817
- Giovanni Antonio (1822-1892) Sposa Altavilla Bourbon di Sorbello